# 393 (numero)
Trecentonovantatré (393) è il numero naturale dopo il 392 e prima del 394.

## Proprietà matematiche
- È un numero dispari.
- È un numero composto con 4 divisori: 1, 3, 131, 393. Poiché la somma dei suoi divisori (escluso il numero stesso) è 135 < 393, è un numero difettivo.
- È un numero semiprimo.
- È un numero palindromo e un numero ondulante nel sistema numerico decimale.
- È un numero fortunato.
- È parte delle terne pitagoriche (393, 524, 655), (393, 8576, 8585), (393, 25740, 25743), (393, 77224, 77225).
- È un numero malvagio.
- È un numero intero privo di quadrati.

## Astronomia
- 393P/Spacewatch-Hill è una cometa periodica del sistema solare.
- 393 Lampetia è un asteroide della fascia principale del sistema solare.
- NGC 393 è una galassia lenticolare della costellazione di Andromeda.
- SN 393 è una supernova nella costellazione dello Scorpione.

## Astronautica
- Cosmos 393 è un satellite artificiale russo.